# Manel Gimeno Arandiga
Manel Gimeno Arandiga (València, 1958) és un dibuixant de còmic, il·lustrador i editor valencià.
Comença a publicar a publicacions de la Ciutat de València com El gat pelat o La dolçaina. El 1978 participa en el llibret de la Falla King Kong. A partir de 1980 va realitzar diverses historietes per a Bésame Mucho amb guió de Mique Beltrán. Va fundar amb Juan Puchades l'estudi La General dedicat a la il·lustració i el disseny gràfic. Després del tancament de Bésame Mucho, deixa el món del còmic pel seu estudi, però en 1988 va fundar una editorial amb el mateix nom, on va editar algunes de les seues noves obres. Al mateix temps, va reprendre el seu personatge M en una versió endolcida per a la revista juvenil en valencià Camacuc, on continua publicant.
Va treballar en programes com a Canal Nou, com a guionista en Babalà, així com a l'adaptació animada de Cuttlas.
El 2012 presenta la seua primera novel·la, El Misterio de Bolaños.

## Obra
| Any  | Títol             | Editorial            | Tipus       |
| ---- | ----------------- | -------------------- | ----------- |
| 1990 | Motel Nawi        | La General Ediciones | Nova        |
| 1993 | Altamiro Rupestre | La General Ediciones | Recopilació |
| 2010 | Valencia criminal | El Full              | Antologia   |